# Инвертированный индекс
Инвертированный индекс (англ. inverted index) — структура данных, в которой для каждого слова коллекции документов в соответствующем списке перечислены все документы в коллекции, в которых оно встретилось. Инвертированный индекс используется для поиска по текстам.
Есть два варианта инвертированного индекса:
- индекс, содержащий только список документов для каждого слова,
- индекс, дополнительно включающий позицию слова в каждом документе[1].

## Применение
Опишем, как решается задача нахождения документов, в которых встречаются все слова из поискового запроса. При обработке однословного поискового запроса ответ уже есть в инвертированном индексе — достаточно взять список, соответствующий слову из запроса. При обработке многословного запроса берётся пересечение списков, соответствующих каждому из слов запроса.
Обычно в поисковых системах после построения с помощью инвертированного индекса списка документов, содержащих слова из запроса, идет ранжирование документов из списка. Инвертированный индекс — это самая популярная структура данных, которая используется в информационном поиске.

## Пример
Пусть у нас есть корпус из трёх текстов
{\displaystyle T_{0}=}"it is what it is",
{\displaystyle T_{1}=}"what is it" и
{\displaystyle T_{2}=}"it is a banana",
тогда инвертированный индекс будет выглядеть следующим образом:
```
"a":      {2}
"banana": {2}
"is":     {0, 1, 2}
"it":     {0, 1, 2}
"what":   {0, 1}
```

Здесь цифры обозначают номера текстов, в которых встретилось соответствующее слово.
Тогда отработка поискового "what is it" запроса даст следующий результат
{\displaystyle \{0,1\}\cap \{0,1,2\}\cap \{0,1,2\}=\{0,1\}}.

## Особенности применения в реальных поисковых системах
В списке вхождений слова в документы, помимо id документов, обычно также указываются факторы (TF-IDF, бинарный фактор: «попало слово в заголовок или не попало», другие факторы), которые используются при ранжировании.
Индекс может строиться не по всем словоформам, а по леммам (по каноническим формам слов).
Стоп-слова можно исключить и не строить для них индекс, считая, что каждое из них встречается почти во всех документах корпуса. Для ускорения вычисления пересечений используют эвристику skip-pointer-ов. При обработке запросов, содержащих много слов, используют функцию кворума, которая пропускает на следующую стадию ранжирования часть документов, в которых встретились не все слова из запроса.